# Mauleus nigritus
Mauleus nigritus är en stekelart som först beskrevs av Howard 1897.  Mauleus nigritus ingår i släktet Mauleus och familjen puppglanssteklar. Inga underarter finns listade i Catalogue of Life.